# Hundimiento del William Brown
El Hundimiento del William Brown fue un hecho ocurrido en abril de 1841, donde el barco estadounidense William Brown colisionaria contra un iceberg, y se hundiría posteriormente frente a Cabo Race en Terranova.
Llevándose consigo 31 pasajeros y otros 16 pasajeros fueron obligados a salir de un bote salvavidas sobrecargado antes de que los sobrevivientes fueran rescatados. En el caso de United States v. Holmes, el tripulante Alexander Holmes fue acusado de asesinato y condenado por homicidio involuntario por sus acciones.

## Hundimiento y Rescate
Bajo el mando del capitán George Harris, el barco partió de Liverpool el 18 de marzo de 1841 hacia Filadelfia con 17 marineros y 65 pasajeros, en su mayoría emigrantes escoceses e irlandeses pobres. Aproximadamente a las 10 p. m. En la noche del 19 de abril el William Brown chocó contra un iceberg a 250 millas (400 km) al sureste de Cape Race, Terranova y se hundió. El capitán, ocho marineros y un pasajero llegaron al chinchorro (para ser recogido seis días después por un Barco pesquero francés), mientras que nueve tripulantes y 32 pasajeros ocuparon el bote. Una persona había muerto antes en el viaje y 31 pasajeros muchos de ellos niños, se hundieron con el barco.
Antes de que los dos botes salvavidas se separaran para aumentar sus posibilidades de ser encontrados, el Capitán Harris colocó al primer oficial, Francis Rhodes a cargo del bote lleno de agua y con fugas. Aproximadamente a las 10 p. m. 24 horas después del hundimiento, se levantó viento, enviando agua sobre la borda de la lancha y comenzó a llover fuertemente. El primer oficial gritó: Esto... no funcionará, Ayúdame, Dios, Hombres, vayan a trabajar Cuando los tripulantes no hicieron nada, dijo: Hombres, deben ir a trabajar, o nosotros todos perecerán. Luego, los marineros, entre ellos Alexander Holmes, obligaron a 12 hombres a salir del bote. Dos mujeres también se sumergieron en las aguas heladas del Atlántico, aunque es posible que hayan seguido voluntariamente a su hermano, Frank Askin. Temprano a la mañana siguiente, se descubrió que dos hombres se escondían y también fueron arrojados, Todos los pasajeros masculinos, a excepción de dos hombres casados y un niño pequeño, habían sido sacrificados, mientras que todos los tripulantes permanecieron a bordo. Más tarde ese día, los sobrevivientes fueron recogidos por el barco estadounidense Crescent y llevados a Havre de Grâce, Seine-Maritime en Francia.

## Caso
Algunos de los pasajeros sobrevivientes, después de llegar finalmente a su destino de Filadelfia, presentaron una denuncia contra la tripulación ante el fiscal de distrito, Holmes fue el único tripulante que se encontró en la ciudad, por lo que fue el único acusado. 
Fue acusado de asesinar a Frank Askin. Un gran jurado ante el juez de la Corte Suprema, Henry Baldwin se negó a acusarlo de ese cargo, por lo que se redujo a homicidio involuntario. En el caso de 1842 de Estados Unidos contra Holmes, el acusado fue declarado culpable y sentenciado a seis meses de cárcel y una multa de 20 $ (540 $ en la actualidad). Ninguno de los otros tripulantes fue llevado a juicio.

## En la Cultura Popular
- La película de 1937 Souls at Sea, con Gary Cooper, George Raft y Henry Wilcoxon, se basa en cierto modo en el desastre, cambiando la causa del mismo a un incendio provocado accidentalmente por una niña pequeña. Se trata de una historia que involucra a los abolicionistas contra la trata de esclavos, pero la conclusión hace que el personaje de Cooper se vea obligado a deshacerse de los pasajeros del bote salvavidas abarrotado y como resultado, enfrenta un juicio por asesinato.

- La película de 1957 Seven Waves Away (rebautizada como: Abandon Ship!en los Estados Unidos), también se basó libremente en el incidente, con Tyrone Power interpretando a Alec Holmes.

- Una versión de 1975 hecha para televisión, The Last Survivors, presentaba a Martin Sheen.